# Plasmodium knowlesi
Plasmodium knowlesi é um parasita que provoca a malária em primatas, geralmente observado no Sudeste Asiático.